# فيل بالمر
فيل بالمر (بالإنجليزية: Phil Palmer)‏ هو موسيقي وعازف قيثارة بريطاني، ولد في 9 سبتمبر 1952 في لندن في المملكة المتحدة.

## وصلات خارجية
- فيل بالمر على موقع IMDb (الإنجليزية)
- فيل بالمر على موقع ميوزك برينز (الإنجليزية)
- فيل بالمر على موقع أول ميوزيك (الإنجليزية)
- فيل بالمر على موقع ديسكوغز (الإنجليزية)
- فيل بالمر على موقع قاعدة بيانات الفيلم (الإنجليزية)